# Hubertella thankurensis
Hubertella thankurensis là một loài nhện trong họ Linyphiidae.
Loài này thuộc chi Hubertella. Hubertella thankurensis được Jörg Wunderlich miêu tả năm 1983.